# Jean Delannoy
Jean Delannoy (Noisy-le-Sec, 12 januari 1908 – Guainville, 18 juni 2008) was een Franse filmregisseur en scenarioschrijver. Hij was een gedegen vakman, vooral gekend voor zijn drama's, melodrama's en historisch getinte films die dikwijls gebaseerd waren op literair werk.  Hij was een zeer productief cineast : tussen 1934 en 1972 realiseerde hij 36 langspeelfilms. Op hoge leeftijd kwam hij even terug als filmregisseur met een religieuze trilogie.
De cineasten van de nouvelle vague zagen in Delannoy de belangrijkste vertegenwoordiger van de cinéma de papa. Hij was de favoriete schietschijf van François Truffaut die het vooral gemunt had op zijn academische literatuurverfilmingen en zijn onpersoonlijke, ietwat koude stijl.

## Leven en werk

### Opleiding en eerste stappen in de filmwereld
Delannoy studeerde letteren (Frans-Latijn) aan de Sorbonne. Hij was eerst een tijdje werkzaam in het bankwezen, daarna als decorateur en als journalist. In 1933 kwam hij terecht in de filmwereld waar zijn oudere zus Henriette reeds actrice was. Hij begon als acteur maar oogstte geen succes. Vervolgens werd hij verantwoordelijk voor de montage van een veertigtal films. Door zijn degelijk werk als monteur kreeg hij de kans enkele kortfilms te realiseren en zich verder te bekwamen als regieassistent.  

### Vroege jaren veertig: filmregisseur en Gouden Palm (1946)
In 1934 debuteerde hij als filmregisseur met Paris-Deauville. In het begin van zijn carrière kon hij een beroep doen op steractrice Mireille Balin met wie hij drie films draaide waaronder het exotisch drama Macao, l'enfer du jeu (1942). Het jaar daarop behaalde hij twee grote successen met Pontcarral, colonel d'empire en vooral met L'Éternel Retour. Jean Cocteau schreef het scenario voor dit drama dat de doorbraak van Jean Marais inluidde. In 1946 kreeg Delannoy de Gouden Palm op het Filmfestival van Cannes voor het aangrijpend drama La Symphonie pastorale, de verfilming van een roman van André Gide. Hoofdrolspeelster Michèle Morgan kreeg in Cannes de prijs van Beste Actrice voor haar vertolking van de blinde jonge vrouw. De film genoot ook enorme bijval bij het grote publiek.

### Late jaren veertig, jaren vijftig en zestig

#### Vruchtbare samenwerkingen met Michèle Morgan en Jean Gabin
La Symphonie pastorale betekende eveneens het begin van een vruchtbare samenwerking van vijf films met hoofdrolspeelster Morgan. Vooral het drama Aux yeux du souvenir (1948) waarin Morgan de affiche deelde met Jean Marais was een kassucces. In het misdaaddrama Obsession (1954) nam ze het uit liefde zo lang mogelijk op voor Raf Vallone, haar partner met een misdadig verleden.
Delannoy werkte ook zes keer samen met Jean Gabin. In 1952 bracht hij het mythische koppel Morgan-Gabin uit Le Quai des brumes (Marcel Carné) opnieuw samen in het drama La Minute de vérité. Zijn belangrijkste succes met Gabin behaalde hij met het drama Chiens perdus sans collier (1955) naar de gelijknamige en in die tijd enorm populaire roman van Gilbert Cesbron. Gabin vertolkte er een begripvolle rechter met veel aandacht voor jonge delinkwenten. Delannoy had ook als eerste de verdienste Gabin de rol van Maigret te geven in Maigret tend un piège (1958) en in Maigret et l'Affaire Saint-Fiacre (1959). Gabin draaide onder Delannoy nog een derde keer een film naar een werk van Georges Simenon: de komedie Le Baron de l'écluse (1961). De misdaadfilm Le Soleil des voyous (1967) was de laatste succesvolle samenwerking tussen Delannoy en Gabin.

#### Andere belangrijke films
Voor Les jeux sont faits (1947) kon Delannoy een beroep doen op het scenario van Jean-Paul Sartre. Op het Filmfestival van Venetië ontving hij in 1950 de 'Prix International' voor Dieu a besoin des hommes, een succesvol drama met Pierre Fresnay in een van zijn rollen als geestelijke. Jacques Prévert schreef mee aan het scenario van het historisch drama Notre-Dame de Paris, een enorme kaskraker in 1956. Voor La Princesse de Clèves (1961) kon hij opnieuw rekenen op het schrijftalent van Jean Cocteau.

### Latere carrière
In 1976 schakelde hij gedurende vijftien jaar over naar het kleine scherm. Helemaal op het einde van zijn lange carrière leverde hij nog een religieus geïnspireerde trilogie af. Bernadette (1987) en het vervolg La Passion de Bernadette (1990) zijn gewijd aan het leven van Bernadette Soubirous. Het sluitstuk, Marie de Nazareth (1995) verhaalt het leven van Jezus, gezien door de ogen van zijn moeder.
Jean Delannoy overleed in 2008 op 100-jarige leeftijd.

## Filmografie

### Lange speelfilms
- 1934: Une Vocation irrésistible  (korte film)
- 1934: Franche lippée (korte film)
- 1934: La Moule (korte film)
- 1934: Paris-Deauville
- 1937: Ne tuez pas Dolly (middellange film)
- 1937: La Vénus de l'or
- 1937: Tamara la complaisante
- 1941: Le Diamant noir (+ scenarist)
- 1942: Fièvres
- 1942: Macao, l'enfer du jeu (naar de roman Macao, enfer du jeu  van Maurice Dekobra)
- 1942: L'assassin a peur la nuit
- 1942: Pontcarral, colonel d'empire
- 1943: L'Éternel Retour
- 1944: Le Bossu (naar de gelijknamige roman van Paul Féval)
- 1945: La Part de l'ombre (scenario in samenwerking met Charles Spaak)
- 1946: La Symphonie pastorale (+ scenarist) (naar de gelijknamige roman van André Gide)
- 1947: Les jeux sont faits (+ scenarist) (naar het scenario en de gelijknamige roman van Jean-Paul Sartre)
- 1948: Aux yeux du souvenir (scenario in samenwerking met Henri Jeanson)
- 1949: Le Secret de Mayerling (+ scenarist)
- 1950: Dieu a besoin des hommes (naar de roman Un recteur de l'Ile de Sein van Henri Queffélec)
- 1951: Le Garçon sauvage (scenario in samenwerking met Henri Jeanson)
- 1952: La Minute de vérité (+ scenarist)
- 1953: La Route Napoléon (+ scenarist)
- 1954: Destinées (sketchenfilm, episode Jeanne)
- 1954: Secrets d'alcôve (anthologiefilm, episode Le Lit de la Pompadour) (+ scenarist)
- 1954: Obsession (+ scenarist) (naar de roman Silent as the grave van William Irish)
- 1955: Chiens perdus sans collier (+ scenarist) (naar de gelijknamige roman van Gilbert Cesbron)
- 1956: Marie-Antoinette reine de France (+ scenarist)
- 1956: Notre-Dame de Paris (naar de gelijknamige roman van Victor Hugo)
- 1958: Maigret tend un piège (+ scenarist) (naar de gelijknamige roman van Georges Simenon)
- 1959: Guinguette
- 1959: Maigret et l'Affaire Saint-Fiacre (+ scenarist) (naar de gelijknamige roman van Georges Simenon)
- 1960: Le Baron de l'écluse (+ scenarist) (naar de gelijknamige roman van Georges Simenon)
- 1960: La Française et l'Amour (anthologiefilm, episode L'Adolescence)
- 1961: La Princesse de Clèves (+ scenarist) (naar de gelijknamige roman van Madame de La Fayette)
- 1961: Le Rendez-vous (+ scenarist)
- 1963: Vénus impériale (Venere imperiale) (+ scenarist)
- 1964: Les Amitiés particulières (naar de gelijknamige roman van Roger Peyrefitte)
- 1965: Le Majordome
- 1966: Les Sultans (+ scenarist) (naar de gelijknamige roman van Christine de Rivoyre)
- 1966: Le Lit à deux places (anthologiefilm, episodes Le Berceau en La Répétition)
- 1967: Le Soleil des voyous (+ scenarist)
- 1970: La Peau de Torpedo (+ scenarist)
- 1972: Pas folle la guêpe (naar de roman Just a Matter of Time van James Hadley Chase)
- 1987: Bernadette (+ scenarist)
- 1989: La Passion de Bernadette (+ scenarist)
- 1995: Marie de Nazareth (+ scenarist)

### Televisie
- 1976: Le jeune homme et le Lion (film)
- 1978: Histoire du chevalier Des Grieux et de Manon Lescaut (zesdelig feuilleton)
- 1979: Les Grandes conjurations : Le Coup d'État du 2 décembre (episode van een serie)
- 1980: L'été indien (film)
- 1981: Frère Martin (La justice de Dieu en La justice du Pape) (tweedelige film)
- 1983: Le Crime de Pierre Lacaze (tweedelige film)
- 1987: L'Énigmatique Monsieur S. of Tout est dans la fin (film)
- 1990: Le Gorille (episode van een serie)

## Boeken
- 1998: Aux yeux du souvenir (dagboek 1944-1996)
- 1999: Mon cinéma dans un fauteuil
- 2002: Enfance, mon beau souci